# Ahrida Peak
Der Ahrida Peak (englisch; bulgarisch връх Ахрида wrach Achrida) ist ein 3100 m hoher Berggipfel im westantarktischen Ellsworthland. Er ragt 9,8 km nordnordöstlich des Mount Hale, 6,5 km östlich des Silyanov Peak, 3,57 km südwestlich des Mount Goldthwait und 9,13 km nordwestlich des Mount Todd aus dem Hauptkamm des nordzentralen Teils der Sentinel Range im Ellsworthgebirge auf. Der Embree-Gletscher liegt südöstlich von ihm. 
US-amerikanische Wissenschaftler kartierten ihn 1961. Die bulgarische Kommission für Antarktische Geographische Namen benannte ihn 2014 nach dem mittelalterlichen Namen für den östlichen Teil der Rhodopen, einem Gebirge in Bulgarien.